# 줄리안 베일리

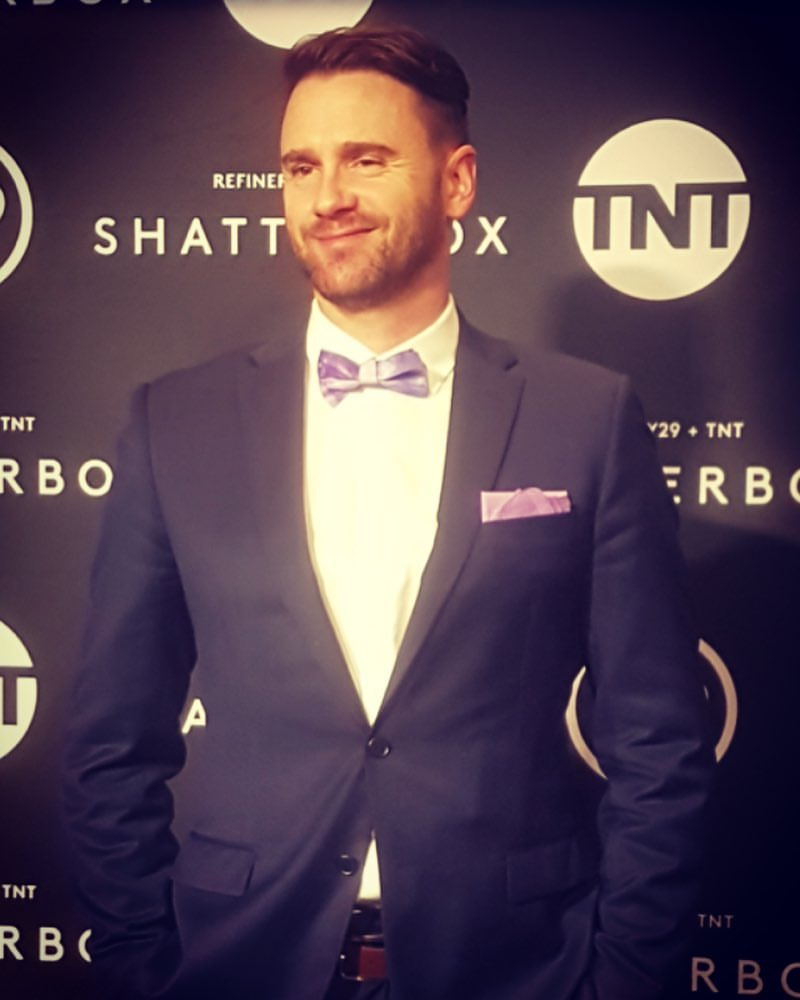

줄리안 베일리(Julian Bailey, 1977년 5월 25일 ~ )는 캐나다의 배우, 영화배우, 텔레비전 배우이다.
몬트리올에서 태어났다.

## 영화
- 히즈 아웃 데어 (2017년)
- 사랑의 역사 (2016년)
- 미팅 스펜서 (2010년)
- 폭력 행위 (2008년)
- 베타빌 (2001년)
- 더 영 앤 더 레스트리스 (1973년)